# مدینه حق‌نظروا
مدینه حق‌نظروا (به تاجیکی: Мадина Акназарова) (زاده ۱۵ فوریه ۱۹۹۸) خواننده اهل تاجیکستان است.

## اوایل زندگی
مدینه حق‌نظروا ۱۵ فوریه سال ۱۹۹۸ در شهر خجند به دنیا آمده است. پدر و مادرش از بدخشان بودند. مدینه در خانواده فرزند یگانه بود. زمان ۴ ساله بودنش خانواده او به شهر سن پترزبورگ روسیه می‌کوچند. پس از دو سال آنها به تاجیکستان برمی‌گردند و مدینه دو سال اول تحصیل را در یکی از مدرسه‌های شهر چکلاوسک ولایت سغد خواند. در زمانی، که او مدرسهٔ ابتدایی می‌خواند، والدانش از هم جداشدند. 
پس از ختم کلاس ۲ آنها دوباره به سن پترزبورگ کوچیدند. مدینه تا کلاس ۹ در  مدرسه‌ ش ۵۹۶ این شهر تحصیل کرد.  در دوران تحصیل در مدرسه یکی از معلمانش متوجه استعداد او در زمینه آوازخوانی شد و به توصیه معلمش در کلاس‌های موسیقی شرکت‌کرد.
در سال ۲۰۱۴، پس از ختم کلاس ۹ خانواده مدینه به شهر دوشنبه بازگشت. مدینه به کالج موسیقی احمد باباقول‌وف به شعبه آکادمی (اپیرا) رفت و آن را با خوبی به پایان رساند. پس از آن به طور حرفه‌ای شروع به فعالیت در زمینه موسیقی کرد و تحصیلش را در  دانشکده هنرهای زیبای تاجیکستان ادامه‌ داد. فعلاً او دانشجوی سال چارم این دانشکده می‌باشد. 
تا امروز مدینه حق‌نظروا کنسرت‌هایش را در شهرهای دوشنبه، خجند، مسکو و سن پترزبورگ برگزار کرده‌است.

## ترانه‌شناسی

### آلبوم‌ها
| سال  | نام آلبوم | نام ترانه         |
| ---- | --------- | ----------------- |
| ۲۰۲۰ | جان و دلم | عروس و شاه زیبنده |
| ۲۰۲۰ | جان و دلم | ای که به دوش سحر  |
| ۲۰۲۰ | جان و دلم | ای یار یار        |
| ۲۰۲۰ | جان و دلم | برقصیم            |
| ۲۰۲۰ | جان و دلم | دلکم              |
| ۲۰۲۰ | جان و دلم | گل سیب            |
| ۲۰۲۰ | جان و دلم | جان و دلم         |
| ۲۰۲۰ | جان و دلم | کار تو            |
| ۲۰۲۰ | جان و دلم | آری               |
| ۲۰۲۰ | جان و دلم | سیر بدخشان        |
| ۲۰۲۰ | جان و دلم | شب                |
| ۲۰۲۰ | جان و دلم | تو بودی           |
| ۲۰۲۰ | جان و دلم | تو مرو            |
| ۲۰۲۰ | جان و دلم | یاد می‌کنی         |
| ۲۰۲۰ | جان و دلم | یار من            |
| ۲۰۲۰ | جان و دلم | دیدم نگار خود‌را   |
| ۲۰۲۰ | جان و دلم | کبکک مست          |
| ۲۰۲۰ | جان و دلم | سبزینه‌رنگ         |